# Lacul Ihotry
Lacul Ihotry este al doilea lac ca mărime din Madagascar. Este un lac endoreic, salin în partea de sud-vest semi-aridă a Madagascarului în regiunea Atsimo-Andrefana. Suprafața sa variază sezonier, de la 96 km2 la 112 km2.

## Descriere
Lacul este situat în regiunea Atsimo-Andrefana de pe coasta de vest a insulei, la aproximativ 37 km de Oceanul Indian la 50 m altitudine. Este alimentat de micul râu Befandriana. Lacul fără scurgere are forma unei inimi și este înconjurat de pădure uscată. Culoarea verde de jad a apei este recunoscută din spațiu.

## Salinitate
Nivelul apei lacului este supus unor fluctuații puternice din cauza climei. Același lucru este valabil și pentru salinitate. În diagrama următoare, suprafața lacului (km²) este reprezentată grafic cu salinitatea (g/l) (valori citite din diagramă).
|  | Graficele sunt indisponibile din cauza unor probleme tehnice. Mai multe informații se găsesc la Phabricator și la wiki-ul MediaWiki. |

## Ecologie
Cea mai comună specie de plante din zonă sunt lianele. Lacul este, de asemenea, terenul de reproducere al plovierilor.

## Drumuri
Se poate ajunge la RN9 de la Toliara (Tulear) la Mandabe.